# 刘难
劉難（？—？），春秋时期晋国的大夫。
前555年，晋国发兵联合诸侯的军队进攻齐国，一直打到秦周。十二月初三，刘难和士弱率领诸侯军队放火烧了申门外的申池边上的竹木。